# 松前見広
松前 見広（まつまえ ちかひろ）は、江戸時代後期の松前藩世嗣。主計頭。

## 略歴
松前藩の第9代藩主・松前章広の子として誕生。幼名は誠之助。
兄姉に市之助、染子（高野保右室）、欣子（蛎崎広得室）。弟妹に久之助、伊勢子（松平定央室）、初子（松前広重室）、朗子、成子、聿子、重広、広経、崇広。正室は井上正甫の娘・友子、側室は村山信敏の妹。子に良広、昌広。
第9代藩主・松前章広の嫡子であったが、文政10年（1827年）、父に先立って死去。享年23。家督は長男・良広が継いだ。

## 系譜
- 父：松前章広（1775-1833）
- 母：不詳
- 正室：友子 - 松前章広養女、井上正甫娘
- 側室：村山信敏妹
  - 長男：松前良広（1823-1839）
  - 次男：松前昌広（1825-1853）